# Henning Persson
Henning Bernhard Persson, född 13 juni 1910 i Villie församling, Malmöhus län, död 28 juli 1996 i Slottsstadens församling, Malmö, var en svensk byggmästare och kommunalpolitiker (höger).
Persson, som var son till hemmansägare Per Hansson i Trulseryd och Maria Bengtsson, utbildade sig till snickare och var senare verksam som byggmästare i Malmö. Efter att ha varit vice ordförande i Malmö Byggmästares gemensamma Byggnads AB blev han styrelseordförande i detta bolag 1965. Han var även vice ordförande i Malmö stads byggnadsnämnd 1961–1967.